# MF DOOM
Daniel Dumile (Londen, 13 juli 1971 – Leeds, 31 oktober 2020) (achternaam als "Doe-mie-lee" uitgesproken) was een Brits-Amerikaans hiphopartiest die gedurende zijn carrière verscheidene artiestennamen gebruikt heeft, waarvan MF DOOM het bekendst is.

## Biografie
Dumile werd geboren in het zuidwesten van Londen, Engeland. Zijn vader was Zimbabwaans, zijn moeder Trinidadiaans. Het gezin verhuisde naar New York en Dumile groeide op in Long Island.
Zijn debuut was een gastoptreden in het nummer "The Gas Face" van de rapgroep 3rd Bass. In "The Gas Face" trad hij op als 'Zev Luv X' samen met zijn jongere broer DJ Subroc. Zev, Subroc en een andere MC genaamd Onyx (the Birthstone Kid) vormden samen de groep 'KMD'. Oorspronkelijk stond "KMD" voor "Kausing Much Damage" ("veel schade berokkenen"), maar nog voor hun eerste album veranderden ze het naar "a positive Kause in a Much Damaged society", wat "een positief doel in een erg beschadigde maatschappij" betekent. Talentenjager Dante Ross van Elektra Records leerde KMD kennen via 3rd Bass, die voor Elektra werkten, en vroeg de groep of ze geïnteresseerd waren in een contract. In 1991 verscheen hun eerste album, Mr. Hood, dat samen met labelmakkers Brand Nubian en andere groepen zoals Poor Righteous Teachers deel uitmaakte van een kortstondige trend in de hiphopcultuur om zich te uiten als aanhanger van Five Percent Nation, een sociale en religieuze beweging. Zev was bekend om zijn buitengewone productie en rap talenten.
Subroc werd per ongeluk omvergereden en gedood door een wagen in 1993 toen hij een drukke expresweg in Long Island probeerde over te steken. KMD's tweede album, Bl_ck B_st_rds, was nog niet verschenen en nog voor het album uitgebracht werd, ontsloeg Elektra Records de groep omwille van de controversiële albumcover die een cartoon toonde van een stereotiep "negertje" dat opgehangen werd.
Dumile was het verlies van zijn broer nog aan het verwerken en raakte gedesillusioneerd. Hij begon te lijden aan vlagen van depressie en verdween uit de hiphopscene van 1994 tot 1997. "Ik was zo goed als dakloos, dwaalde rond in de straten van Manhattan, sliep op banken en zo.", getuigt hij. Kort daarop verliet hij New York en vestigde hij zich in Atlanta. Volgens zijn officiële biografie moesten "zijn wonden helen" en zwoer hij wraak tegen "de industrie die hem zo zwaar misvormd had". Ondertussen werden een enorm aantal illegale kopieën van Bl_ck B_st_rds verspreid en groeide Zev Luv X' legende. In 1997 verscheen hij in het Nuyorican Poets Café tijdens zogenaamde open mic nights. Niemand had echter door dat de man die stond te freestylen met een nylonkous over zijn gezicht Zev was. De fantasierijke MC begon een nieuwe identiteit te gebruiken: 'MF DOOM', geïnspireerd op de slechterik uit de Marvel Comics strips, Dr. Doom. Hij ging, net zoals het personage uit de strips, een metalen masker dragen ("MF" staat voor "Metal Face", wat "metalen gezicht" betekent) en weigerde gefotografeerd te worden zonder het masker aan te hebben.
Het uitbrengen van Operation: Doomsday in 1999 door het onafhankelijke label Fondle 'Em duidde het officiële keerpunt aan in Dumiles carrière en leven. Dumile, niet langer een kleine artiest bij een groot platenlabel, maar wel een onafhankelijke artiest, zou zijn grootste succes oogsten en toch nog de controle over zijn muziek behouden.
Operation: Doomsday werd heel goed ontvangen door liefhebbers van zogenaamde undergroundhiphop en werd heruitgebracht in 2000. Vanaf 2002 bracht hij onder de naam 'Metal Fingers' albums uit met enkel instrumentaal werk, een serie genaamd Special Herbs, voor verscheidene kleine platenlabels. In 2003 creëerde hij de alter ego's 'King Geedorah' en 'Viktor Vaughn' om twee nieuwe albums uit te brengen en bij te dragen tot elkaar. In datzelfde jaar werkte hij ook aan het debuutalbum van de 'Monsta Island Czars' (M.I.C.), een groep bestaande uit MF Grimm ("MF" staat bij hem voor "Mad Flows", wat vrij vertaald "te gekke verzen" betekent) en verscheidene underground rappers uit New York.
MF DOOM's eerste commerciële doorbraak kwam er in 2004, met het album Madvillainy met producer Madlib onder de groepsnaam 'Madvillain' dat uitgebracht werd door Stones Throw Records. Het album was een vrij klein kritisch en commercieel succes, geprezen door sommigen als een klassieker omwille van zijn uitmuntende beats en abstracte verzen. Beide leden van Madvillain hadden een bijdrage op The Grind Date van De La Soul, dat ook in 2004 verscheen. Madlib produceerde de single van het album, "Shopping Bags", en MF DOOM rapte de twee vers in het nummer "Rock Co.Kane Flow". Later in dat jaar bracht DOOM MM...Food? uit bij het underground label Rhymesayers Entertainment (dat gevestigd is in Minnesota), waarop hij diverse voedingsartikelen gebruikte als metaforen om het leven en zijn eigen complexe persoonlijkheid te verklaren. Als Viktor Vaughn bracht hij Vaudeville Villain en Venomous Villain (ook VV2 genoemd)uit. Het laatste album ontving gemengde kritieken omwille van zijn lengte (33 minuten) en het feit dat Vaughn slechts, in totaal, 10 minuten rapte.
In 2005 nam DOOM nog een stap naar het commerciële mainstream terwijl hij als een onafhankelijke artiest de controle behield met The Mouse and the Mask, een samenwerking met producer DJ Danger Mouse uitgebracht onder de groepsnaam 'Danger Doom'. Het album werd uitgebracht op 11 oktober 2005 en verwijst herhaaldelijk naar personages uit Cartoon Networks Adult Swim. DOOM verleende ook zijn stem aan de giraf genaamd Sherman in Adult Swim's Perfect Hair Forever. Niet toevallig zijn er in het The Mouse and the Mask lied "Perfect Hair" een groot aantal verwijzingen naar die tekenfilm. Perfect Hair Forever debuteerde pas een maand na Danger Doom officieel op Adult Swim, vele luisteraars zullen de verwijzingen naar Coiffio en Mt. Tuna dus niet gesnapt hebben. Verder is dit het album waarop MF DOOM M.I.C. en MF Grimm dist in een nummer genaamd "El Chupa Nibre"; "Once joined a rap click - Midgets Into Crunk", rapt hij (vrij vertaald: "Ooit heb ik me aangesloten bij een rap groep - dwergen die van crunk houden"). MF Grimm sloeg terug met "The Book of Daniel" dat zal verschijnen op zijn aanstaande album, American Hunger. MF DOOM werkte ook samen met Gorillaz op hun album Demon Days, met zijn rap in het lied "November Has Come".
Dumiles excentrische woordspelingen zorgen ervoor dat hij een favoriet is van undergroundhiphopfans. Zijn grootste invloeden zijn: Amerikaanse comic books (vooral Dr. Doom en zijn strijd met de Fantastic Four), Japanse sciencefiction (het concept van King Geedorah, afgeleid van Ghidorah, en de Monsta Island Czars komt uit de Godzilla filmserie). Hij is beroemd om het feit dat hij humor terugbrengt in de soms té serieuze wereld van rapteksten en om zijn unieke productiestijl die gekenmerkt wordt door een hevig gebruik van samples.
Op 31 december 2020 plaatste zijn vrouw een bericht op Instagram dat Dumile op 31 oktober 2020 zou zijn overleden.

## Discografie
KMD (als Zev Luv X met DJ Subroc en Onyx)
- Mr. Hood (1991)
- Bl ck B st rds (1994)
- Black Bastards Ruffs & Rares (ep, 1998)
- Best of KMD (2003)

MF DOOM
- Operation: Doomsday (1999)
- MM..Food? (2004)
- MM..LeftOvers (2004)
- MM..More Food (2004)
- Special Blends Vol. 1&2 (2004)
- Live from Planet X (2005)
- Swift & Changeable met Ghostface Killah (2006)

DOOM
- Gazzillion Ear (ep, 2008)
- Born Like This (2009)

Viktor Vaughn
- Vaudeville Villain (2003)
- VV2: Venomous Villain (2004)

King Geedorah
- Take Me to Your Leader (2003)
- Escape from Monsta Island! met Monsta Island Czars (2003)

Madvillain (met Madlib)
- Madvillainy (2004)

Metal Fingers
- Special Herbs Vol. 1&2 (2002)
- Special Herbs Vol. 3&4 (2003)
- Special Herbs Vol. 5&6 (2004)
- Special Herbs Vol. 7&8 (2004)
- Special Herbs Vol. 9&0 (2005)
- Special Herbs The Box Set Vol. 0-9 (2006)

Met MF Grimm
- MF (ep, 2000)
- Special Herbs and Spices Vol. 1 (2004)

Danger Doom (met Danger Mouse)
- The Mouse and the Mask (2005)

- Bibsys: 14031217
- Gemeinsame Normdatei: 1088793029
- International Standard Name Identifier: 0000 0003 5740 9619
- Library of Congress Control Number: no2006070816
- MusicBrainz: 188711ed-c99b-439c-844a-ca831f63a727
- Nationale Bibliotheek van Tsjechië: xx0140141
- Nationale Bibliotheek van Israël: 987007352899405171
- Virtual International Authority File: 26145970026132250582